# فولن
فولن (به لوکزامبورگی: Feelen) یک شهرداری در استان دیکریش کشور دوک‌نشین لوکزامبورگ است که ۲۲٫۷۶ کیلومترمربع مساحت دارد و جمعیت آن در سال ۲۰۱۱ میلادی ۱۵۷۴ نفر بوده‌است.

## بخش‌ها
این شهرداری ۲ بخش یا زیرمجموعه دارد که عبارتند از:
- نیدرفولن (Niederfeulen) مرکز
- اوبرفولن (Oberfeulen)

## تاریخچه جمعیت
تاریخچه رشد جمعیت این شهرداری در جدول زیر آمده‌است  :
| سال  | جمعیت |
| ---- | ----- |
| ۱۸۲۱ | ۸۷۴   |
| ۱۸۵۱ | ۱۲۰۷  |
| ۱۸۸۰ | ۱۱۴۲  |
| ۱۹۱۰ | ۹۳۲   |
| ۱۹۳۵ | ۸۶۱   |
| ۱۹۴۷ | ۸۲۷   |
| ۱۹۶۰ | ۷۲۹   |
| ۱۹۷۰ | ۷۲۳   |
| ۱۹۸۱ | ۱۰۰۳  |
| ۱۹۹۱ | ۱۱۶۹  |
| ۲۰۰۱ | ۱۳۶۹  |
| ۲۰۰۴ | ۱۴۴۶  |
| ۲۰۰۷ | ۱۴۸۴  |
| ۲۰۱۰ | ۱۵۷۲  |
| ۲۰۱۱ | ۱۵۷۴  |